# Mireya Agüero
Mireya Agüero o Mireya Agüero de Corrales es una política, abogada y diplomática hondureña. Fue Ministra de Relaciones Exteriores de su país en el periodo de 2013 a 2014 bajo el mandato de dos Presidentes.

## Biografía
Tiene un título en Leyes y una especialización en Relaciones Internacionales. Se unió al servicio consular en 1981 y al servicio exterior en 1983.
Tuvo diferentes cargos hasta ser nombrada Ministra de Relaciones Exteriores de Honduras en abril de 2013. Previamente había sido nombrada por el presidente Porfirio Lobo como subsecretaria de Estado en Política Exterior (viceministra) durante un breve periodo, asumiendo la titularidad del ministerio el 1 de mayo de ese año en reemplazo de Arturo Corrales quien habría sido posicionado como Ministro de Seguridad.
Agüero continuó en el cargo con el nuevo Presidente Juan Orlando Hernández durante el siguiente año, renunciando el 6 de noviembre de 2014 por motivos personales, haciéndose efectiva el 15 de noviembre del mismo año.
En octubre del 2015 se anunció que el presidente Hernández nombró a la sobrina de Agüero, María Dolores Agüero, como viceministra de Relaciones Exteriores.

## Condecoraciones
- Chile: Gran Cruz de la Orden Al Mérito (15 de noviembre de 2011).[1]
- Honduras: Gran Cruz, Placa de Plata, de la Orden de Morazán (11 de enero de 2012).[1]